# Legszentebb Megváltó temploma
A Legszentebb Megváltó temploma (Křižovnické náměstí 4/1040, 110 00 Praha 1-Staré Město) a jezsuiták egykori országos központja, a Klementinum temploma, Prága Óvárosának legjelentősebb kora barokk építészeti emléke. Kupolái a városkép meghatározó elemei. Főhomlokzata nyugatra, a Keresztesek terén át a Károly hídra néz.

## Története
A jezsuita rend 1556-ban települt be Prágába, és a mai Klementinumban rendezték be csehországi központjukat. A stratégiailag előnyös helyen, a Károly híd lábánál és a főút mellett fekvő ingatlanegyüttesre Canisius Szent Péter figyelt fel. A jezsuiták I. Ferdinánd királytól ajándékba kapták a dominikánus kolostor épületeit, az utolsó domonkosok pedig a klarisszák elhagyott kolostorát kapták meg kárpótlásul. A jezsuiták iskolákat, könyvtárakat, színházakat alapítottak, nyomdát, gyógyszertárat és templomokat építettek; innen rajzottak szét az országban, hogy terjesszék az ellenreformáció eszméit és hittételeit. Ennek volt része az újkor egyik legnagyobb könyvégetése is, amikor 30 000 eretneknek minősített könyvet tüzeltek el a kolostor udvarán.
Az első 12 jezsuita 1556. április 18-án érkezett. Ők alapították az első kolostort, amihez átalakították az újjáépített és „Canisiumnak” elnevezett épületük nyugati szárnyát. A kollégium hivatalosan június 20-án alakult meg, az oktatást egyfajta ideiglenes szervezeti rendben július 7-én kezdték el. Az első rektor a liège-i Ursmar Goisson volt. Az iskolát már 1576–1577-ben új szárnnyal egészítették ki.
A jezsuiták Giovanni Paolo Campana rektor vezetésével elkészítették az épület alapjait, majd 1578–1581 között megépítették a szentélyt és a kereszthajót.
A Legszentebb Megváltó templomának alapkövét hivatalosan 1581-ben rakták le; maga az építkezés azonban csak 1593-ban kezdődött.
A korábbi, gótikus stílusú templom alapjait felhasználó épület falait sokáig ismeretlen építészek, illetve kőművesek emelgették, mígnem a jezsuiták megbízták a kor legismertebb prágai építészének számító Carlo Luragót a Klementinum átfogó megtervezésével. Ő a terveket 1654–1669 között készítette el. Egy darabig a kivitelezést is irányította, majd egyéb elfoglaltságai okán azt másoknak adta tovább; a templom építését Francesco Caratti vette át.
Az ő irányításával építették meg a főhajót, a nyugati márványkaput és az emeleti teraszt. A templom kívül-belül stukkódíszeket kapott; ezek Jan Jiří Bendl műhelyében készültek.
Az 1740-es évek végén a szentély fölé kupolát emeltek. A nyolcszög alaprajzú tamburos kupola annyira nehézkesre sikeredett, hogy az eredeti stukkódíszeket le kellett szedni és szerényebbekre kellett cserélni.
Ugyancsak Lurago tervei szerint új reprezentatív homlokzatot alakítottak ki három íves, a római diadalívekre emlékeztető árkáddal. A tornyokat 1714-ben František Maximilián Kaňka építész megemelte és részben átépítette.
A 18. században alkalmanként itt prédikált a neves ellenreformátor Antonín Koniaš. 1805 és 1819 között Bernard Bolzano volt itt az egyetemi prédikátor.
1880-as években itt orgonált az ismert billentyűs Jakub Jan Ryba.
A bársonyos forradalom utáni hitéletet Aleš Opatrný (1990–1991), Jan Jandourek (1993–1995), majd Milan Norbert Badal (1995–1996) vezette.

## Az épület
Az emeleti teraszt és a koronázópárkányt 14 életnagyságúnál nagyobb, homokkőből faragott szentszobor díszíti. Ezek Jan Jiří Bendl műhelyében készültek 1655–1660 között. A szentek:
- A koronázópárkányon:
  - A megváltó Krisztus a timpanon csúcsán, két oldalán pedig a négy evangélista:
  - Lukács,
  - János,
  - Márk és
  - Máté

Lukács és János elkopott szobrainak helyére 1999-ben Petr Váni másolatait állították, az eredetieket pedig a Nemzeti Múzeum kőtárában helyezték el. 
- A koronázópárkány két végén, az épület sarkán a két fő jezsuita szent:

- - Loyolai Szent Ignác és
  - Xavéri Szent Ferenc;

- a timpanon alatti szoborfülkében:

- - Szűz Mária

- terasz korlátjánál sorakozó egyházatyák:
  - Szent Kelemen, a Klementinum návadója,
  - Nagy Szent Vazul,
  - Hippói Szent Ágoston,
  - Nagy Szent Gergely(?),
  - Milánói Szent Ambrus
  - Szent Jeromos.

1999-ben Szent Ágoston szobrát is Petr Váni másolata váltotta fel; az eredeti példány ugyancsak a Lapidáriumba került.
A kupola stukkódíszítésének alakjait is Bendl készítette 1648–1649 között.

## Berendezése
A padló márványborítását Kristina Kortesiová ajándékából (1660) rakták le. Körülbelül ekkor készültek az elejükön és oldalukon vágott díszekkel dekorált padok is.
A templomban hét oltár van. A fontosabbak:
- a főoltárt Jan Jiří Häring készítette 1632-ben. Az oltárkép, a Krisztus színeváltozását ábrázoló festmény Raffaello vonatkozó képének másolata. További díszei az Atyaisten, a Szentlélek és az angyalok fehér stukkószobrai. Felette a mennyezetkép Karel Kovář munkája.

- 1. mellékoltár Loyolai Szent Ignác képével, Filippo Spinelli pápai nuncius ajándéka a 17. század 1. évtizedéből.
- 2. mellékoltár Xavéri Szent Ferenc képével. Az oltárképet 1646-ban vásárolta meg František Šternberk.
- 3. mellékoltár (a kupola alatt) Gonzaga Szent Alajos képével.
- 4. mellékoltár a Fájdalmas Szűzanyához. Az oltárkép Josef Vojtěch Hellich festménye.
- 5. mellékoltár Szent Kostka Szaniszóhoz (Stanislav Kostka, Stanisław Kostka, Stanislaus Kostka)
- 6. mellékoltár Nepomuki Szent Jánoshoz Josef Vojtěch Hellich oltárképével.

### Sírok, szarkofágok
- Edmund Campian — jelöletlen tábla,
- Jindřich Písnic (1608),
- Bedřich z Donína (1610),
- Tepencei Jakub Horčický (1622),
- Rozdražova Mária grófné (született Berková),
- Kateřina Chanovská Dlouhá Vesi grófnő,
- Kinský Fülöp gróf (1749)
- Újezdi Ludmila Kateřina Talmberkől,
- Polyxena Ludmila Malovcová Malovicéből (1697),
- Kryštof Knaut Schwanenzwungból,
- František Šternberk (bronzlemez).

A kupolája alatt a padlóban 1674-es évszámmal és fémlemezen cseh felirattal jelzett lépőkő fedi a jezsuiták kriptáját, a befalazott sírfülkékben több tucat koporsóval. Itt nyugszik többek között
- Václav Hájek Libočanyból,
- Jan Tanner,
- Antonín Koniaš és/vagy Jiří Plachý-Ferus.

## Rendezvények
A tempomban rendszeresn tartanak színvonalas komolyzenei koncerteket. Sablon:sablon:hely – hibaüzenet. Egy kötelező paraméter hiányzik. Bővebb tájékoztatás a sablon leírásában található.
Megjegyzés: Minden sablonnál gondolni kell arra, hogy a „paraméternév=paraméterérték” forma kötelező, ha egy paraméterértékben egyenlőségjel van (mint az az url-ekben gyakori). A névtelen paramétereknél a paraméter sorszáma szolgál paraméternév gyanánt. Ha ilyenkor nem adjuk meg a paraméter sorszámát, akkor az olyan, mintha a paraméter teljesen hiányozna.

## Fordítás
Ez a szócikk részben vagy egészben  a   Kostel Nejsvětějšího Salvátora (Praha) című cseh Wikipédia-szócikk ezen változatának fordításán alapul.  Az eredeti cikk szerkesztőit annak laptörténete sorolja fel. Ez a jelzés csupán a megfogalmazás eredetét és a szerzői jogokat jelzi, nem szolgál a cikkben szereplő információk forrásmegjelöléseként.